# Springfield, Massachusetts
För andra betydelser, se Springfield.
Springfield är en stad i Hampden County i delstaten Massachusetts i USA. Springfield är administrativ huvudort (county seat) i Hampden County. Staden är den tredje största i Massachusetts. 
Staden grundades år 1636 av engelsmannen William Pynchon och uppkallades efter hans hemstad Springfield, Essex.
Motorcykelmärket Indian tillverkades här. Basketbollspelet uppfanns även här av James Naismith.
Här föddes den svenske dirigenten Herbert Blomstedt.